# Monika Pichler

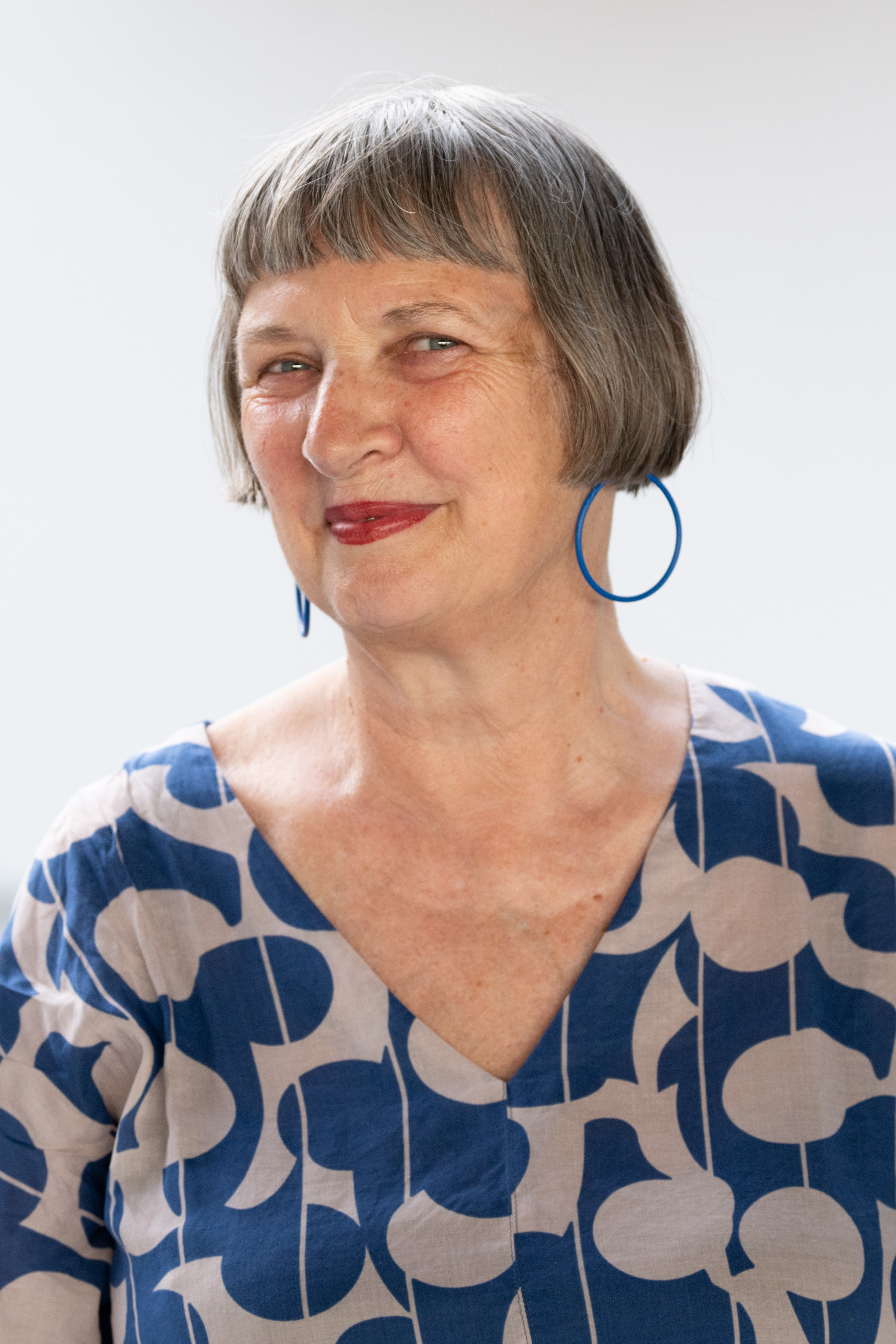
Monika Pichler (2025)

Monika Pichler (* 28. Februar 1961 in Hallein, Salzburg) ist eine österreichische bildende Künstlerin und A. Universitätsprofessorin.

## Leben
Pichler studierte an der Hochschule für künstlerische und industrielle Gestaltung in Linz Textiles Gestalten bei Fritz Riedl. Sie nahm an der Internationalen Sommerakademie für Bildende Kunst Salzburg und in Malpartida de Cáceres bei Wolf Vostell sowie an Künstlersymposien in Peuerbach und Sigharting teil. 2006 besuchte sie das Internationale Künstlersymposium in Alexandria, Ägypten.
1992 bis 1993 erhielt Pichler ein Arbeitsstipendium des Bundesministeriums für Bildung, Wissenschaft und Kultur. Sie arbeitete auch in den Ateliers des Landes Oberösterreich in Paliano und Malo, Italien. 2016 absolvierte sie ein Artist in Residence Programm an der Cité Internationale des Arts Paris. An der Kunstuniversität Linz ist Pichler seit 1993 tätig. Von 1993 bis 2000 war sie Vertragsassistentin in der Meisterklasse Textil, danach A.Universitätsprofessorin am Institut für Kunst und Gestaltung/Textil. Seit 2009 leitet sie die Siebdruckwerkstatt am Institut für Bildende Kunst und Kultur, Abteilung Malerei und Grafik.
Pichler ist Mitglied der Linzer Künstlervereinigung MAERZ und des Salzburger Kunstvereins. Sie lebt und arbeitet in Linz und Wien.

## Werk

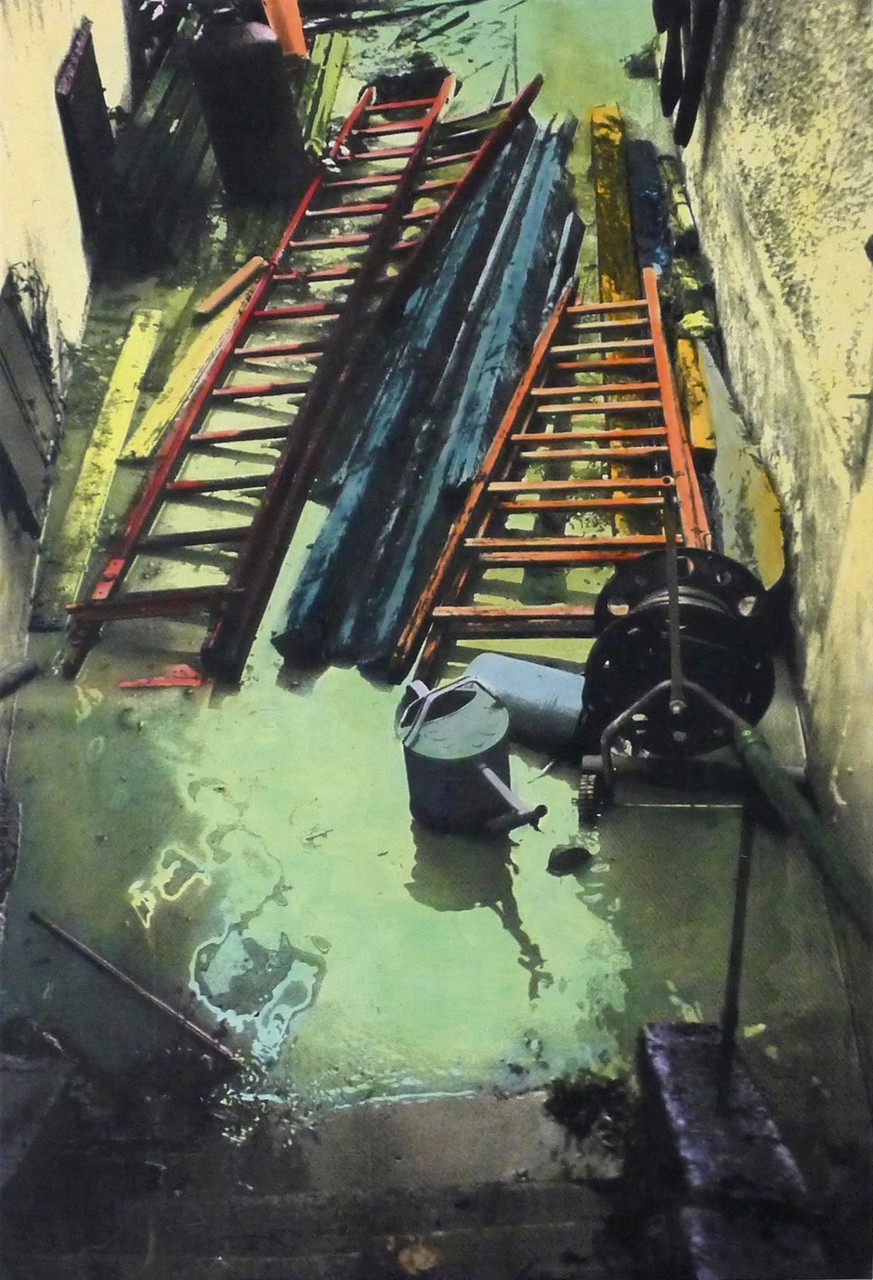
Leitern (2007)

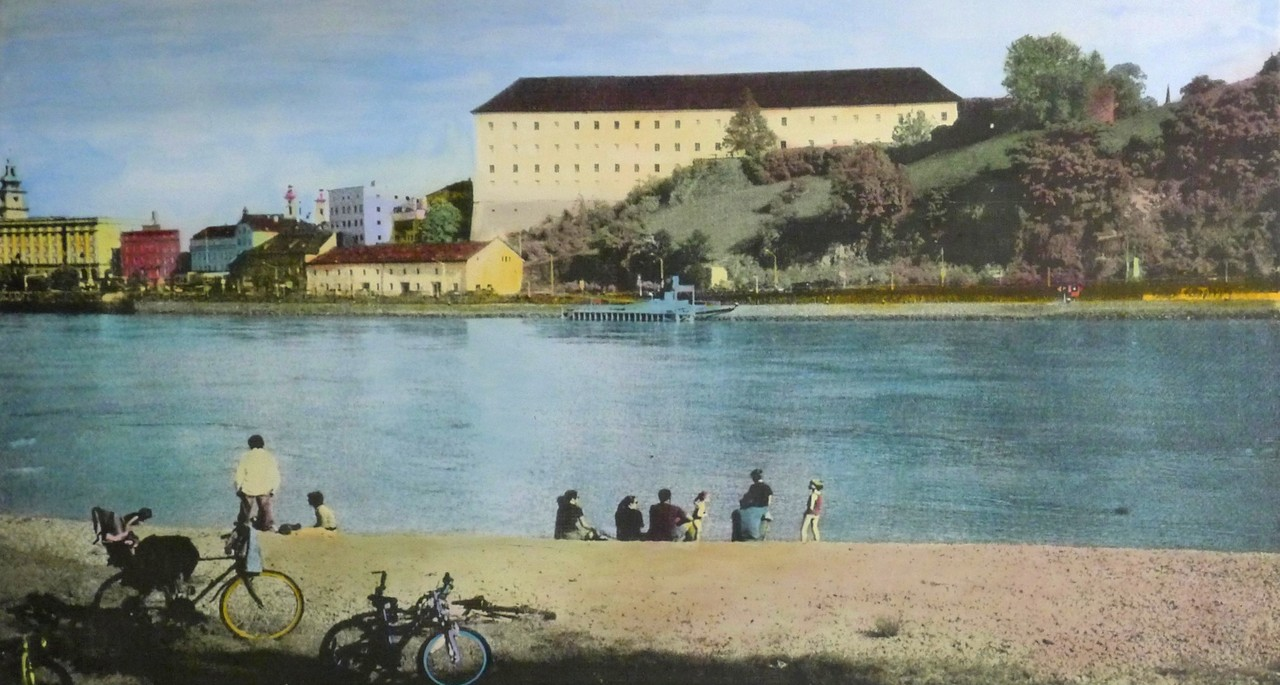
An der Donau (2007)

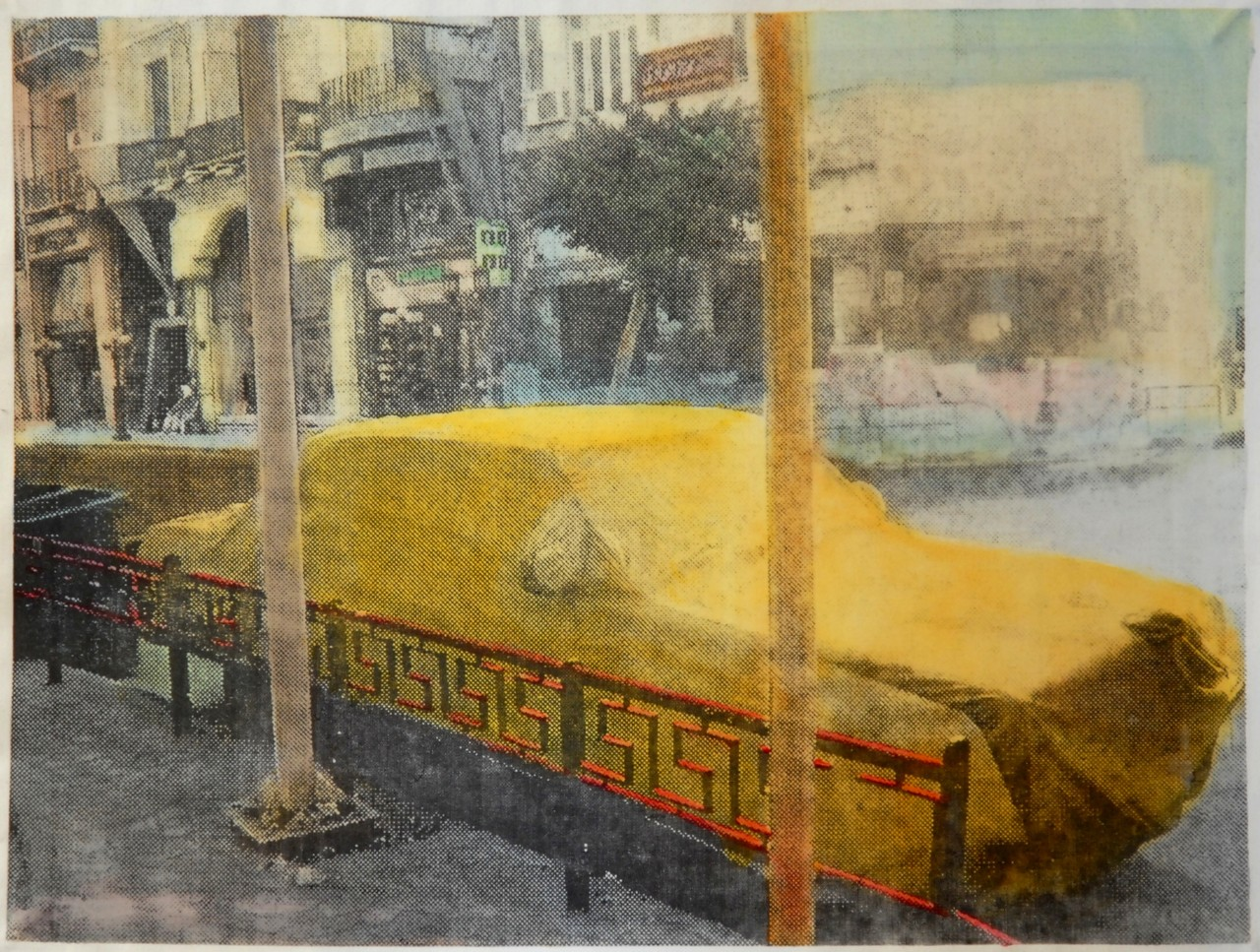
Covered Cars CC5 3 (2008)

Während des Studiums wandte sich Pichler dem Siebdruck zu. In ihren frühen Arbeiten bedruckte sie Orientteppiche mit Motiven aus Zeitgeschehen, Krieg und Gewalt. Sie bearbeitet eigene Fotografien, stellt davon digitale Collagen her und druckt meist in schwarz-weiß. Vielfach koloriert sie die Siebdrucke per Hand. Hauptmotive ihrer Arbeiten sind Eindrücke, die während ihrer vielen Reisen entstanden sind, z. B.: Dachlandschaften, Straßenansichten, Wasser, Tiere.
Pichlers Werke befinden sich in der Sammlung des Bundes, der Landesgalerie Linz, des Nordico, des Landes Salzburg, der Arbeiterkammer Oberösterreich, der Landes-Nervenklinik Wagner-Jauregg, des Landeskrankenhauses Vöcklabruck sowie in privaten Sammlungen. 2020 gestaltete Monika Pichler einen Teppich Jardin Salzbourg - Salzburgteppich für den Plenarsaal der Landesregierung Salzburg.

## Kunst am Bau-Projekte
- 2008: Franz Hillinger Seniorenzentrum, Linz
- 2009: Neubau Pfarrheim Linz–Ebelsberg

## Ausstellungen

### Einzelausstellungen
- 1995: Kunstverein Paradigma, Linz, Reise-Kunst
- 1998: Galerie im Traklhaus, Salzburg, Siebdrucke
- 2004: Galerie am Stein, Schärding, Nüsse und Hirne
- 2005: ORF-Landesstudio Oberösterreich, Linz, Treffpunkt Kunst[3]
- 2005: Galerie pro arte, Hallein, Blumen im Kopf - was übrig bleibt II
- 2005: Katholische Privat-Universität Linz, Zimmerreise
- 2008: Raum der Stille, Katholische Hochschulgemeinde, Linz, In Olevano
- 2008: Galeriehalle, Linz, In Wirklichkeit ist alles ganz anders
- 2013: Landesgalerie Linz im Musiktheater Linz, Random Settings[4][5]
- 2013: Ortner 2, Wien, In a holy Tree
- 2014: Foyergalerie Musiktheater Linz[6]
- 2014: Diözesanfinanzkammer Linz, In Wirklichkeit ist alles ganz anders[7]
- 2014: Galerie Thiele, Linz, Life at the river and the sea[8][9]
- 2017: Galerie im Lebzelterhaus, Vöcklabruck, Souvenir[10]
- 2018: Messepräsentation bei Ortner2, Wien, auf der PARALLEL, gemeinsam mit aufzeichnensysteme
- 2022: Wege, Priesterseminar der Diözese, Linz
- 2022: Tauben, Tod und Träume, splace, Galerie der Kunstuniversität Linz
- 2022: Taubenträume, Stadtgalerie im Museumspavillon, Salzburg
- 2024: im garten der frauen, Beitrag zur Ausstellungsreihe DonnaStage im Mariendom Linz[11]

### Ausstellungsbeteiligungen
- 1992: Kunstverein Paradigma, Linz, Art Friends
- 1994: Landesgalerie Linz, Zwischenbilder Zwischenräume
- 1995: Jekaterinburg, Nishnij Nowgorod, Moskau Go east - go west
- 1996: Tilburg (Niederlande), Wrocław (Polen), Manchester (England), Flexible 2 - Pan-European Art
- 1996: Künstlervereinigung MAERZ, Linz, Einbildung/Abbildung
- 1996: Oberösterreichischer Kunstverein, Linz, Junge Kunst in Oberösterreich
- 1996: Künstlervereinigung MAERZ, Linz, Copy Book
- 1998: Schloss Ort, Gmunden, Neutralien
- 1999: arcotel Linz, Basistage
- 2000: Landesgalerie Linz, Schöpfungszeiten
- 2000: Schloss Aschach, Fabelhaft
- 2000: Neue Galerie der Stadt Linz, Gegen Krieg und Gewalt
- 2000: Universitätsgalerie der Kunstuniversität Linz, Aus dem Umfeld
- 2002: Galerie 5020, Salzburg, Was übrig bleibt
- 2002: OK Centrum für Gegenwartskunst, Linz, Der globale Komplex
- 2003: Galerie im Traklhaus, Salzburg, Kunstankäufe des Landes Salzburg
- 2004: Lentos Kunstmuseum Linz, Paula´s home
- 2004: Tiroler Kunstpavillon, Innsbruck, Reisende Frauen
- 2006: Künstlervereinigung MAERZ, Linz, Neu im März
- 2007: Arka Art Gallery, Vilnius und Gallery White, Kaunas, Litauen Linen Arechetype
- 2007: Latvian National Museum of Art, Riga, Lettland Global Intrigue
- 2008: Galerie Jordan Seydoux, Berlin, Out of the Grey - Druckgrafik & Multiples
- 2008: Galerie pro arte, Hallein, Local Heroes
- 2009: Energie AG, Linz, Kunst Flow
- 2009: Artemons, Hellmonsödt, Kunst Flow total, Projekt für Linz 09, Kulturhauptstadt Europa,[12]
- 2009: Galeria X, Bratislava, Slowakei Zoom
- 2009: Slipakorn University, Bangkok, Thailand, 2nd Bangkok Triennale International Print and Drawing Exhibition
- 2009: Lentos Kunstmuseum Linz, Kreuzungspunkt Linz
- 2009: Lentos Kunstmuseum Linz, Linzblick
- 2010: Galerie Zauner, Linz, An der Donau…
- 2010: Fauziah Museum and Gallery, University Sains Malaysia, Penang, 2nd Penang International Print Exhibition. The Penang State Art Gallery and the Tuanku
- 2010: Galeria X, Bratislava, Genius Loci
- 2011: Landesgalerie Linz, Pimp your Collection: Wüste
- 2012: Kunstsammlung des Landes Oberösterreich, Linz, Treffpunkt Kunst
- 2012: Galerie im Traklhaus, Salzburg, Kunstankäufe des Landes Salzburg 2010–2012
- 2012: Stadtmuseum Nordico, Linz, Hitlerbauten in Linz
- 2012: Galerie Zauner, Linz, Sichtweisen
- 2012: Niederösterreichisches Dokumentationszentrum für Moderne Kunst, St. Pölten, Demons and Pearls
- 2013: Arka Art Gallery, Vilnius, Thoughts - That is…
- 2013: Kunstverein Paradigma, Linz, Unknown Content[13]
- 2013: Salzburger Kunstverein, Salzburg, Für die Fülle
- 2014: Kunstraum pro arte, Hallein, Unknown Content[14][15]
- 2014: Nordico, Linz, An der Donau
- 2015: Lentos Kunstmuseum Linz, Neues aus der Sammlung
- 2016: Cité internationale des arts, Paris, Open Studio, nowhere
- 2017: Galerie Jordan/Seydoux, Berlin, in heaven
- 2018: Cité internationale des arts, Paris, Im Schwarm der Objekte[16]
- 2018: Salzburger Kunstverein, Salzburg, A passanger

## Auszeichnungen
- 1995: Talentförderungsprämie des Landes Oberösterreich
- 2009: Preis des Landes Oberösterreich beim 31. Österreichischen Grafikwettbewerb
- 2019: Slavi-Soucek-Preis des Landes Salzburg[17][18]
- 2024: Kunstwürdigungspreis der Stadt Linz, für den Bereich Bildende Kunst und interdisziplinäre Kunstformen[19]

## Veröffentlichungen
- Silent views of orient. Verlag Bibliothek der Provinz, Weitra 2011, ISBN 978-3-99028-024-9.
- Tauben, Tod und Träume, Müry Salzmann Verlag, Salzburg 2022, ISBN 978-3-99014-234-9.